# Бамбидерстроф
Бамбидерстро́ф (фр. Bambiderstroff) — коммуна во французском департаменте Мозель региона Лотарингия. Относится к кантону Фолькемон.	

## Географическое положение
Бамбидерстроф расположен в 31 км к востоку от Меца. Соседние коммуны: Зиммен и Бушпорн на севере, Лонжевиль-ле-Сент-Авольд на северо-востоке, Лодрефан и Триттлен-Редлаш на юго-востоке, От-Виньёль на западе, Аллерен на севео-западе.

## История
- Остатки древнеримской усадьбы.

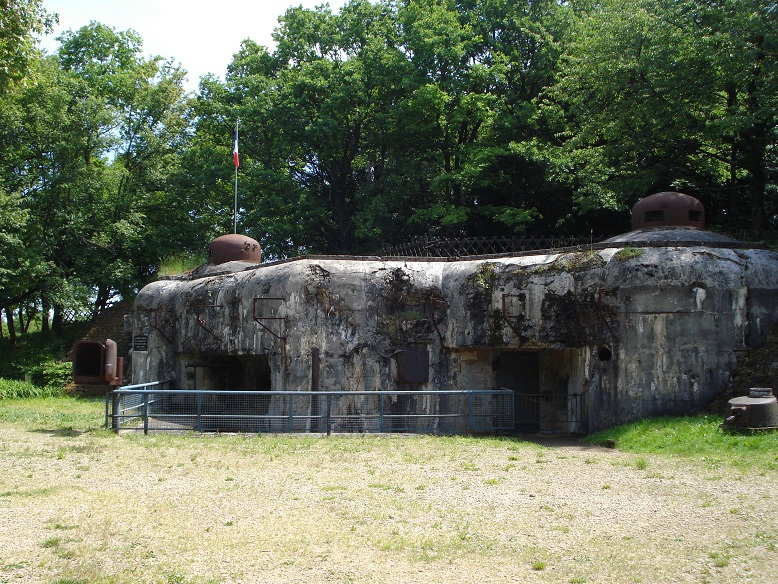
Бункер Бамбеш линии Мажино в окрестностях Бамбидерстрофа.

- Домен аббатства Сен-Марен-де-Гландьер в Лонжевиле.
- Коммуна была уничтожена во время Тридцатилетней войны 1618—1648 годов.
- Входил в австрийский анклав Равиль, был включён в состав Франции в 1769 году.
- В 1871 году Бамбидерстроф по франкфуртскому договору отошёл к Германской империи и получил германизированное название Baumbiedersdorf. В 1918 году после поражения Германии в Первой мировой войне вновь вошёл в состав Франции в департамент Мозель.

## Демография
По переписи 2008 года в коммуне проживало 1017 человек.	

## Достопримечательности
- Линия Мажино: бункер Бамбеш.